# بيرت كيلي
بيرت كيلي (بالإنجليزية: Bert Kelly)‏ هو سياسي أسترالي، ولد في 22 ديسمبر 1912 في أستراليا، وتوفي في 17 يناير 1997. حزبياً، نشط في الحزب الليبرالي الأسترالي. وقد انتخب عضو مجلس النواب الأسترالي عن دائرة Division of Wakefield ‏ (22 نوفمبر 1958 – 10 نوفمبر 1977).